# Danae (obraz Jacopa Tintoretta)
Danae – obraz włoskiego malarza Jacopa Tintoretta.

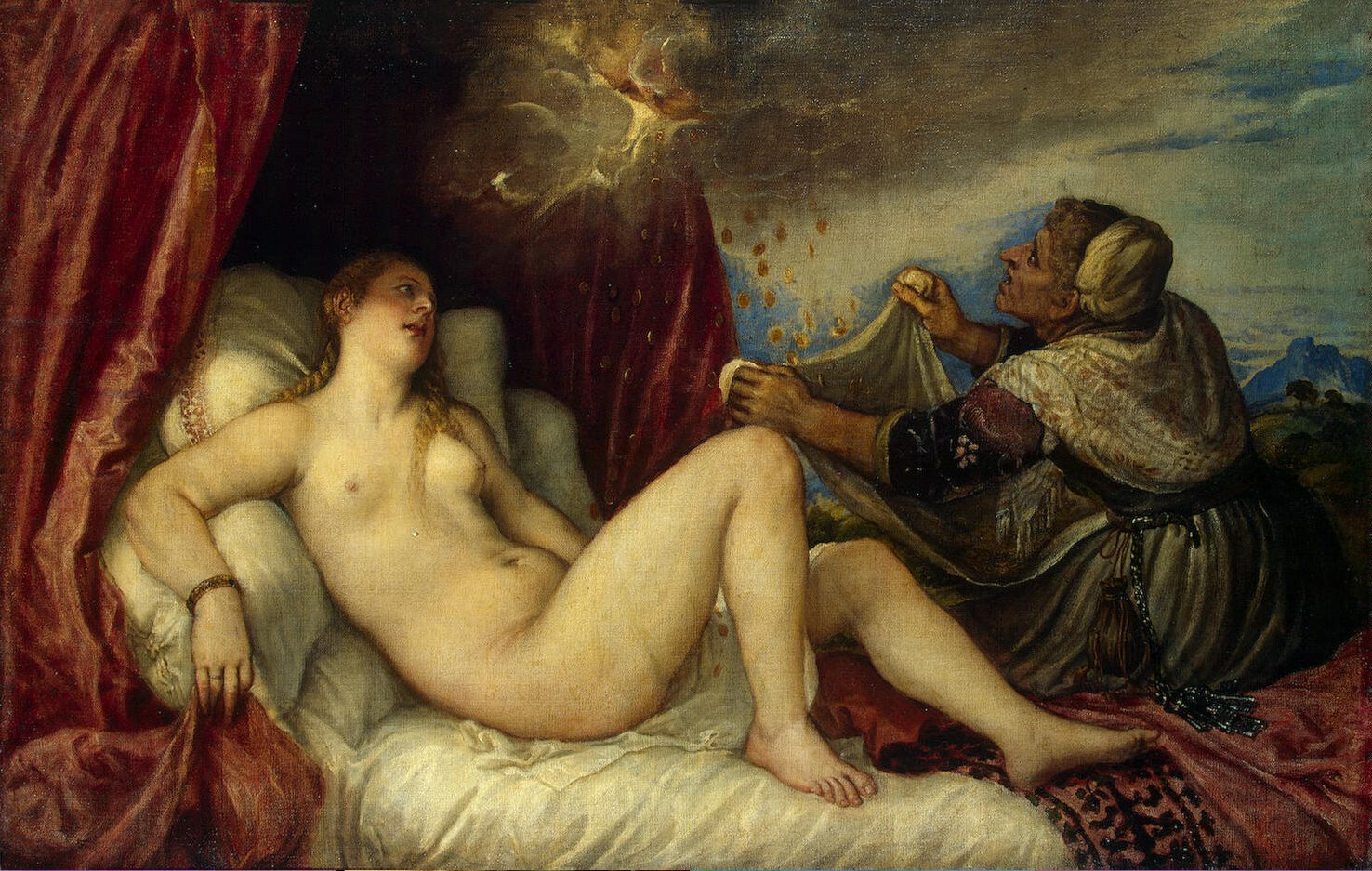
Danae obraz Tycjana, 1553-1554, Ermitaż, Sankt Petersburg

Temat obrazu został zaczerpnięty m.in. z Metamorfoz Owidiusza. Według relacji, ojciec Danae, Akizjos, po usłyszeniu od wyroczni delfickiej przepowiedni, jakoby do jego śmierci miał przyczynić się czynnie jego wnuk, zamknął córkę w wieży zamku, by w ten sposób uchronić się przed przeznaczeniem. Fortel Akizjosa nie zdał się na nic – Zeus dostał się do wieży pod postacią złotego deszczu i w ten sposób posiadł Danae.

## Opis i interpretacja
Tintoretto podszedł do tematu nieco odmiennie niż inni artyści przed nim. Danae zgodnie z tradycją, została przedstawiona nago, leżąca na łożu. Atłasowe sukno na którym spoczywa kontrastuje z jej jasną skórą. Tak jak u Danae Tycjana (w wersji petersburskiej), w scenie uczestniczy służąca, a z nieba spadają, zamiast złotego pyłu, złote monety. Tu podobieństwa do tradycyjnego ujęcia się kończą. Służka nie jest starą kobietą, a Danae nie wygląda na spełnioną czy rozkojarzoną. Jej wzrok nie jest zawieszony gdzieś w dali lub nie spogląda na boga miłości Amora, który prawie zawsze towarzyszył scenie dla podkreślenia jej miłosnego wydźwięku. Danae Tintoretta jest skupiona na konkretnej czynności: liczy spadające pieniądze, a jej młoda służka pomaga w ich zbieraniu. Akt miłosny został sprzedany, a Danae przedstawiona jest jako bogata nierządnica. O jej majętności mają świadczyć otaczające ją wełniane, jedwabne czy aksamitne tkaniny. Takie ujęcie motywu romansu Zeusa i Danae było rzadkością. Zaskakującym elementem dzieła jest śpiący pies ukazany w lewym dolnym rogu. Tradycyjnie był on symbolem wierności małżeńskiej, tak jak np. w  Portrecie małżonków Arnolfinich van Eycka. Na obrazie, gdzie Zeus dopuszcza się cudzołóstwa, pies ma raczej wydźwięk ironiczny.